# Jimmy Davidson
James "Jimmy" Anderson Davidson (Douglas Water, 8 de novembro de 1925 - 24 de janeiro e 1996) foi um futebolista escocês que atuava como defensor.

## Carreira
Jimmy Davidson fez parte do elenco da Seleção Escocesa de Futebol, na Copa do Mundo de 1954.[carece de fontes?]